# Премия Европейской киноакадемии 2009
European Film Awards 2009 — премия Европейской киноакадемии (нем. Europaischer Filmpreis).

## Лауреаты и номинанты Премии Европейской киноакадемии 2009

### Лучший фильм
- Белая лента, режиссёр Михаэль Ханеке
- Чтец, режиссёр Стивен Долдри
- Миллионер из трущоб, режиссёр Дэнни Бойл и Лавлин Тандан
- Впусти меня, режиссёр Томас Альфредсон
- Аквариум, режиссёр Андреа Арнольд
- Пророк, режиссёр Жак Одиар

### Лучшая мужская роль
- Тахар Рахим — Пророк
- Мориц Бляйбтрой — Комплекс Баадера — Майнхоф
- Давид Кросс — Чтец
- Дев Патель — Миллионер из трущоб
- Филиппо Тими — Побеждать
- Стив Эветс — В поисках Эрика

### Лучшая женская роль
- Кейт Уинслет — Чтец
- Шарлотта Генсбур — Антихрист
- Кэти Джарвис — Аквариум
- Пенелопа Крус — Разомкнутые объятия
- Иоланда Моро — Серафина из Санлиса
- Нуми Рапас — Девушка с татуировкой дракона

### Лучший режиссёр
- Михаэль Ханеке — Белая лента
- Ларс фон Триер — Антихрист
- Педро Альмодовар — Разомкнутые объятия
- Дэнни Бойл — Миллионер из трущоб
- Андреа Арнольд — Аквариум
- Жак Одиар — Пророк

### Лучшая работа сценариста
- Михаэль Ханеке — Белая лента
- Саймон Бофой — Миллионер из трущоб
- Жак Одиар, Абдель Рауф Дафри, Тома Бидеген, Николас Пефелли — Пророк
- Джованни Ди Грегорио — Праздничный обед жарким летом

### Лучшая операторская работа
- Энтони Дод Мэнтл — Миллионер из трущоб
- Кристиан Бергер — Белая лента
- Стефан Фонтен — Пророк
- Максим Дроздов и Алишер Хамидходжаев — Бумажный солдат

### Лучший композитор
- Альберто Иглесиас — Разомкнутые объятия
- Александр Деспла — Коко до Шанель
- Якоб Грот — Девушка с татуировкой дракона
- Юхан Сёдерквист — Впусти меня

### Лучший документальный фильм
- Звук насекомых: Дневник мумии, режиссёр Питер Личи
- Побережья Аньес, режиссёр Аньес Варда
- Ниже уровня моря, режиссёр Джанфранко Рози
- Сердце Дженин, режиссёр Лайор Геллер и Маркус Веттер
- Пианомания, режиссёр Роберт Цибис и Лилиан Франк
- Бирманский видеорепортер, режиссёр Андерс Эстергорд
- Клевета, режиссёр Йоав Шамир
- Военный повар, режиссёр Питер Керекеш
- Проклятые морем, режиссёр Jawad Rhalib
- Женщина с пятью слонами, режиссёр Вадим Ендрейко

### Лучший короткометражный фильм
- До востребования, режиссёр Марцель Лозинский
- 14, режиссёр Асита Амересекере
- Ремонт, режиссёр Пол Негоску
- Грешник, режиссёр Мени Филип
- Питер в Радиолэнде, режиссёр Джоанна Вагнер
- Good Night, режиссёр Валери Розье
- Swimming Lesson, режиссёр Денни де Вент
- The Glass Trap, режиссёр Пауэл Федрик
- Between Dreams, режиссёр Ирис Олссон
- Lägg M för mord, режиссёр Магнус Линдер
- Was Bleibt, режиссёр Дэвид Наврат
- The Herd, режиссёр Кен Уордроп
- Die Leiden des Herrn Karpf — Der Geburtstag, режиссёр Лола Рэндл

### Лучший анимационный фильм
- Миа и Мигу, режиссёр Жак-Реми Жерар
- Тайна Келлс, режиссёр Томм Мур и Нора Туми
- Нико: Путь к звездам, режиссёр Майкл Хэгнер и Кари Юуусонен

### Приз международной ассоциации кинокритиков (ФИПРЕССИ)
- Аир, режиссёр Анджей Вайда

### За творчество в целом
- Кен Лоуч

### Премия за достижения в мировом кинематографе
- Изабель Юппер

### Премия зрительских симпатий за лучший европейский фильм
- Миллионер из трущоб, режиссёр Дэнни Бойл и Лавлин Тандан
- Мухнём на Луну, режиссёр Бен Стассен
- Комплекс Баадера — Майнхоф, режиссёр Ули Эдель
- Герцогиня, режиссёр Сол Дибб
- Разомкнутые объятия, режиссёр Педро Альмодовар
- Коко до Шанель, режиссёр Анн Фонтен
- Перевозчик 3, режиссёр Оливье Мегатон
- Девушка с татуировкой дракона, режиссёр Нильс Арден Оплев
- Впусти меня, режиссёр Томас Альфредсон
- Праздничный обед жарким летом, режиссёр Джованни Ди Грегорио